# When the Saints Go Marching In
When the Saints Go Marching In ist ein in unzähligen Variationen verbreitetes geistliches Lied und Gospelstück, das sich zu einem Evergreen der Popularmusik und einem Jazzstandard entwickelt hat.

## Urheberschaft und Varianten
Die Melodie stammt wahrscheinlich von Edward Boatner, der den Song 1927 in Nashville in seinem Gesangbuch Spirituals Triumphant – Old and New veröffentlicht hat. Fälschlich wird sie manchmal James Milton Black zugeschrieben, der aber vielmehr 1896 die Melodie zu When the Saints are marching in komponiert hat, einem Stück, das mit dem vorliegenden auch in der Literatur oft verwechselt wird. Gesteigert wird die Verwirrung noch durch  zahlreiche ähnliche Titel wie When the Saints March In for Crowning‘ (1898), When all the Saints Come Marching In (1923) oder When the Saints Go Marching Home (1927).
Der Text von When the Saints Go Marching In knüpft an die mündlich tradierten Spirituals der schwarzen Bevölkerung der USA an. Es existiert eine Vielzahl unterschiedlicher Fassungen, deren Autor meist nicht zuverlässig festgestellt werden kann. Entgegen verbreiteter Annahme stammt keine davon von Catherine Purvis, die vielmehr den Text zum erwähnten When the Saints Are Marching In geschrieben hat.
Es entstehen immer neue Textfassungen in allen Weltsprachen, was insbesondere durch die relativ einfache Metrik der Melodie und den großen Anteil des Refrains am Gesamttext erleichtert wird.

## Bedeutung des Textes
Unabhängig von der Fassung verleiht der Text der Hoffnung der Gläubigen Ausdruck, am Tag des Jüngsten Gerichts zu den Auserwählten zu gehören, die ins Himmelreich einziehen dürfen. Die Strophentexte nehmen meist Bezug auf die Apokalypse und berichten etwa von der Verfinsterung der Sonne oder den Trompeten des Erzengels Gabriel. Der Refrain lautet dagegen „Oh, when the saints go marching in, Lord, how I want to be in that number, when the saints go marching in“. Mitunter wird hier ein Einfluss des ambrosianischen Te Deums aus dem 4. Jahrhundert vermutet, das eine Verszeile Aeterna fac cum sanctis tuis in gloria numerari enthält.

## Wirkungsgeschichte
Mitunter wird das Stück auch auf Beerdigungen gespielt, insbesondere auf den Jazz Funerals in New Orleans. Durch die Interpretation von Louis Armstrong (1938) wurde das Stück sogar zur „Erkennungsmelodie des Trad Jazz“ – von Sidney Bechet bis hin zu Chris Barber. Hierbei wurden auch neue, profane Strophen zum Lied hinzugedichtet, etwa „When the band begins to play“ oder „Weil Jimmy Brown nur Dixie spielt“. Manche Versionen, wie etwa die von Bill Haley, tilgen gar jeglichen religiösen Bezug („When that rhythm starts to go …“). Dazu kommen zahllose Variationen in der Instrumentierung, so dass es schwerfällt, eine „kanonische“ Fassung des Stücks auszumachen. 
Das Stück wurde von einer Vielzahl unterschiedlichster Musikrichtungen aufgegriffen und adaptiert. Besonders verbreitet ist das Stück im Jazz und in der Gospelmusik. Charlie Byrd, Herb Ellis und Barney Kessel machten daraus modernes Sessionmaterial, Ray Brown und Milt Jackson interpretierten es nach Art des Soul Jazz, Albert Ayler nahm das Stück zum Ausgang einer Free-Jazz-Improvisation, der Pianist Monty Alexander verpflanzte den Song in die Karibik und die britische Sängerin Beryl Bryden huldigte Louis Armstrong mit einem neuen Text als Boy From New Orleans.
Nachdem 1951 The Weavers den Song eingespielt hatten, hat er sich auch beim breiten Publikum zum Evergreen entwickelt. So gibt es auch diverse Blues, Pop- und Rock-Fassungen. Bekannte Interpretationen stammen von Mahalia Jackson, Judy Garland, Mitch Miller, dem Golden Gate Quartet, Harry Belafonte, Fats Domino, den Beatles, Jerry Lee Lewis, Bill Haley, Elvis Presley, Bruce Springsteen und dem Million Dollar Quartet.
Im März 2021 wurde der Song in das National Recording Registry aufgenommen.